# 棘皮單棘魨
棘皮單棘魨，又稱皮鬚單棘魨，俗名多刺皮夾克、毛毛砲彈是輻鰭魚綱魨形目鱗魨亞目單棘魨科的其中一種。

## 分布
本魚分布於印度西太平洋區，包括日本南部、印度、馬來西亞、澳洲等海域。

## 深度
水深2至25公尺。

## 特徵
本魚呈橢圓形，體色以白色為底，上披許多皮膜，頭部及身體上有許多棕色的細縱紋分別以不規則的形狀散布，身體極扁且高；背鰭鰭條高，硬棘與鰭條間呈明顯凹陷。在鰓孔後上方並有2個略大於眼徑的棕色斑點。背鰭、臀鰭和尾鰭上則有許多棕色細斑散布。鱗片大小不一，鱗片具小棘，呈三角椎形。鱗片發達使皮層面粗糙。背鰭硬棘2枚、背鰭軟條25-26枚、臀鰭軟條23-24枚，體長可達31公分。

## 生態
本魚棲息在沿岸珊瑚礁區，屬雜食性，以底生生物及藻類為食，因其體色及具有許多皮膜觸鬚和環境相近，故不易被發現。

## 經濟價值
食用魚，肉質佳，宜煮清湯。此外因外觀可愛，常被養於水族缸以供觀賞。